# Adam Wacław Goczałkowski
Adam Wacław, baron Goczałkowski z Goczałkowic – asesor sądu ziemskiego w Cieszynie w latach 1701–1725, kanclerz ziemski księstwa cieszyńskiego w latach 1727–1731, sędzia ziemski księstwa cieszyńskiego w latach 1733–1737, starosta ziemski księstwa cieszyńskiego od 1739.